# الدفاع عن المرضى
إن الدفاع عن المرضى هو مجال تخصص في الرعاية الصحية المعنية بالدفاع عن المرضى والناجين ومقدمي الرعاية. قد يكون المدافع عن المرضى فردًا أو منظمة، وغالبًا ما يكون ذلك، على الرغم من أنه ليس دائمًا، معنيًا بمجموعة محددة من الاضطرابات. يمكن أن تشير المصطلحات التي يطلقها المدافعون عن حقوق المرضى والدفاع عن المرضى إلى المدافعين الفرديين عن تقديم الخدمات التي تقدمها المنظمات، وإلى المنظمات التي تمتد وظائفها إلى المرضى الأفراد. يعمل بعض المدافعين عن المرضى لصالح المؤسسات المسؤولة بشكل مباشر عن رعاية المريض.
أنشطة الدعوة النموذجية هي ما يلي: حقوق المريض، ومسائل الخصوصية، والسرية أو الموافقة المسبقة، وتمثيل المريض، وبناء الوعي، ودعم وتثقيف المرضى، والناجين، ومقدمي الرعاية. يعطي المدافعون عن حقوق المرضى صوتًا للمرضى والناجين ومقدمي الرعاية لهم في المنتديات (العامة) المرتبطة بالصحة، وإبلاغ العامة، والعالم السياسي والتنظيمي، ومقدمي الرعاية الصحية (المستشفيات، وشركات التأمين، وشركات الأدوية وغيرها) ، ومنظمات الصحة المتخصصين في الرعاية الصحية، والعالم التعليمي، ومجتمعات الأبحاث الطبية والصيدلانية.

## التاريخ
يمكن إرجاع أصل الدعوة إلى المريض، في شكله الحالي، إلى الأيام الأولى لأبحاث السرطان وعلاجه، في خمسينات القرن العشرين. وهو جزء من مفهوم الرعاية الشاملة، وهو مصطلح صاغه سيدني فاربر، وهو طبيب بجامعة هارفارد وباحث في مجال السرطان، مشيرا إلى علاج الأطفال الذين يعانون من فرط الأكل. "الرعاية الشاملة تدل على أن الطبيب السريري يعامل الأسرة ككل" ، ومفهوم التحقيق السريري الشامل للرعاية الصحية لرعاية المرضى لأن التحريات السريرية في مجال السرطان يمكن أن يتم فقط كجزء من الرعاية الشاملة للمريض. " في عام 1950 ، قام الأطباء بتوظيف مرضى السرطان للدراسة، وسادت الشكوك في المعاهد القومية للصحة (NIH) حيث اضطر الباحثون إلى إقناع الأطباء والمرضى لم يضر الناس بالقيام بالتجارب. لتمثيل المرضى بشكل صحيح في هذه المناقشة الطبية والقانونية والأخلاقية، ظهرت الدعوة إلى المريض.

## الأدوار
عندما بدأت أنظمة الرعاية الصحية العالمية أصبحت أكثر تعقيدًا، ومع استمرار دور تكلفة الرعاية في زيادة العبء على المرضى، بدأت مهنة جديدة من الدعوة المهنية الخاصة تتأصل في منتصف العقد الأول من القرن الحالي. في ذلك الوقت، تم تأسيس مؤسستين لدعم عمل هؤلاء الممارسين الخاصين الجدد، المدافعين المحترفين للمرضى. بدأت الرابطة الوطنية لمستشاري الدفاع عن الرعاية الصحية بتقديم دعم واسع للدعوة. وقد بدأ تحالف المحامين الصحيين المحترفين. لدعم أعمال كونها داعية خاصة.
لقد أشار مؤيدو الدعوة الخاصة، مثل الداعية الأسترالية دوروثي كامكر، إلى أن المدافعين عن المرضى العاملين في مرافق الرعاية الصحية لديهم تضارب مصالح متأصل في المواقف التي تكون فيها احتياجات المريض الفردي متعارضة مع المصالح التجارية لأحد أصحاب العمل. . يجادل كاماكير بأن التعاقد مع محامٍ خاص يزيل هذا النزاع لأن المدافع الخاص "... له أولوية رئيسية واحدة وواضحة للغاية."

## التمريض والمرافعة
جمعية الممرضات الأمريكية (ANA) تشمل الدعوة في تعريفها للتمريض:
التمريض هو حماية وتعزيز وتحسين الصحة والقدرات، والوقاية من المرض والإصابة، وتسهيل الشفاء، وتخفيف المعاناة من خلال تشخيص وعلاج الاستجابة البشرية، والدعوة في رعاية الأفراد والأسر والمجموعات والمجتمعات، والسكان.
التأييد في التمريض يجد أساسه النظري في أخلاقيات التمريض. على سبيل المثال، يشتمل قانون الأخلاقيات للممرضات في الجيش الوطني الأفغاني على اللغة المتعلقة بالدفاع عن المرضى:
يتمثل الالتزام الرئيسي للممرض في المريض، سواء كان فردًا أو أسرة أو مجموعة أو مجتمعًا. وتقوم الممرضة بالترويج والدعوة والسعي لحماية صحة وسلامة وحقوق المريض.